# Mohamed Amine Touati
Pour les articles homonymes, voir Touati.
Mohamed Amine Touati (arabe : محمد أمين تواتي), né le 9 septembre 1998, est un athlète tunisien.

## Biographie
Il participe à l'épreuve du 400 mètres haies masculin aux Jeux olympiques d'été de 2020 à Tokyo.

## Palmarès
| Date | Compétition                 | Lieu    | Résultat | Épreuve     | Temps   |
| ---- | --------------------------- | ------- | -------- | ----------- | ------- |
| 2013 | Championnats arabes juniors | Tlemcen | 2e       | 400 m haies | 52 s 97 |
| 2019 | Jeux africains              | Rabat   | 3e       | 400 m haies | 49 s 29 |

| Date | Compétition             | Lieu  | Résultat | Épreuve     | Temps   |
| ---- | ----------------------- | ----- | -------- | ----------- | ------- |
| 2019 | Championnats de Tunisie | Radès | 1er      | 400 m       | 47 s 20 |
| 2019 | Championnats de Tunisie | Radès | 1er      | 400 m haies | 50 s 79 |